# Protocole belgo-italien du 23 juin 1946
Accord entre le gouvernement belge et le gouvernement italien relatif à l'emploi et au séjour en Belgique des travailleurs italiens et de leurs familles
L'accord bilatéral d'échange de main-d'œuvre entre la Belgique et l'Italie résulte de négociations entreprises, en 1945, entre Jean Vercleyen spécialiste des questions charbonnières et chef de cabinet d’Achille van Acker ; et ses interlocuteurs : la Fédéchar (Fédération charbonnière de Belgique), la Sûreté de l'État, les délégués du gouvernement italien (le gouvernement De Gasperi I), les syndicats, la FGTB ou la CSC.
Le texte définitif sera ratifié, de façon non officielle sur le plan international, par les délégués belges et italiens le 23 juin 1946 à Rome. Toutefois, « l'enregistrement de ce protocole [qui n'a pas d'effet sur sa validité] ne se fait que le 8 novembre 1948 par le chargé de la gestion de la délégation permanente de Belgique auprès de l'Organisation des Nations unies ».
Cet accord dispose que « pour tous les travailleurs italiens qui descendront dans les mines en Belgique, 200 kilos de charbon par jour et par homme seront livrés à l’Italie ». Le gouvernement italien s’efforcera d’envoyer en Belgique 2 000 travailleurs par semaine.

## Dénomination
Le protocole signé entre la Belgique et l'Italie sera publié sous le nom : « Protocole concernant le recrutement de travailleurs italiens et leur établissement en Belgique (avec échange de notes), signé à Rome le 23 juin 1946, et annexe à ce protocole, signée à Rome le 26 avril 1947 ».
Ce n'est qu'en 1948 que les textes officiels français et italien seront communiqués à l'Organisation des Nations unies et leurs enregistrements auront lieu le 8 novembre 1948. En italien, il se dénommera : « n° 305. Protocollo di emigrazione Italo-Belga. Firmato a Roma, il 23 giugno 1946 » et en français il portera le nom de : « n° 305. Protocole entre La Belgique et L'Italie concernant le recrutement de travailleurs italiens et leur établissement en Belgique. Signé à Rome, le 23 juin 1946 ».

## Contexte historique (1946)

### En Belgique
À la sortie de la Seconde Guerre mondiale, le nombre de travailleurs miniers belges a dégringolé, passant de 136 530 (en 1940) à 87 566 (en 1945). Connaissant les mauvaises conditions de travail minier ; la dangerosité de cet emploi ; l'apparition de maladie (la silicose), le faible salaire, peu de Belges sont désireux de se risquer à cette activité professionnelle et ce malgré le chômage. Le charbonnage belge se trouve en situation de crise .
La Belgique se voit contrainte de trouver de nouveaux mineurs, puisque le charbon se trouve être la source principale d’énergie dont dispose le pays, le gouvernement belge se tournera, dès lors, dans un premier temps vers les prisonniers de guerre allemands. Mais en 1946, ces derniers ont dû quitter le territoire du Royaume, puisqu'ils ne pouvaient être retenus prisonniers que durant vingt-quatre mois.
Par la suite, une campagne promouvant le métier de mineur est mise en place par le gouvernement de coalition catholique-socialiste communiste-libéral belge et par son Premier ministre Achille Van Acker. Ce dernier décrète, le 1er février 1945, qu'il souhaite entamer une « bataille de charbon». Toute une série d’avantages est conférée aux mineurs belges: « prime, congés annuels supplémentaires, billets de chemin de fer gratuits pour les vacances, pension complémentaire précoce, des prêts à faible taux d’intérêt en vue de la construction ou l’achat d’une habitation, dispense du service militaire ».
Le but premier de ces avantages, est de ne plus devoir recourir à la main-d’œuvre étrangère. Cette politique avait pour conséquence, de relancer la production de charbon. Toutefois, Le patronat belge refusera par la suite d’accorder tous ces avantages et trouvera plus intéressant de faire accepter aux étrangers ce que les Belges n’acceptent pas.
Le manque de main-d'œuvre belge a pour conséquence d'entraîner une chute de la production de charbon. Cette chute de production conduit à débuter des négociations en 1945 avec l’Italie qui aboutiront à un accord en 1946. « Dans des circonstances où toute l’Europe manque de charbon, l’Italie se ménageait une assurance d’approvisionnement ». En effet, le gouvernement belge promet à l’Italie un approvisionnement (payant) de deux à trois tonnes de charbon par an contre 50 000 ouvriers italiens. Une propagande du travail de mineur est organisée. Des établissements de recrutement sont créés (notamment à Milan).

### En Italie
La Belgique a connu deux vagues d’immigration italienne. La première aura lieu au lendemain de la Première Guerre mondiale pour des raisons politiques. Ces Italiens sont généralement ceux qui ont participé au « Biennio rosso » et qui sont donc privés de travail ou poursuivis par l’État ou les antifascistes (Antifascisme) qui sont poursuivis à la suite de la victoire de Benito Mussolini.
En 1922 déjà, la fédération charbonnière de Belgique avait conclu avec l'Italie, un accord économique qui conduisait à une immigration collective de travailleurs mineurs Italiens en Belgique. En 1924, il n'y avait pas moins de 6 640 immigrés italiens en Belgique.
Durant la Seconde Guerre mondiale, un nombre élevé d'Italiens et particulièrement d'Italiens antifascistes vont se lier à la Belgique, en rejoignant la résistance Belge. Durant cette période, les Italiens se retrouvent un peu partout sur le territoire belge, dans de nombreux domaines d'activité et ce, aux côtés des Belges. Ces derniers organiseront même parfois des groupes homogènes, tel fut le cas à Liège par exemple, des groupes partisans italiens qui vont dépendre du corps 013.
Après la Deuxième Guerre mondiale, le climat régnant en Italie est instable et violent. On assiste à des affrontements entre le Parti national fasciste et antifascistes. Cela poussera les Italiens à émigrer davantage. Parmi les désireux de travail, il y a un nombre élevé d’ouvriers agricoles communistes et des Méridionaux.

## Négociateurs
| Belges - Chargé d'affaires de Belgique Geoffroy d'Aspremont-Lynden (de) - spécialiste des questions charbonnières Jean Vercleyen - Fédéchar - FGTB - Sûreté de l'État - CSC | Italiens - Comitato Italia Libera - Président de la Délégation italienne Secco Suardo |

## Déroulement des négociations
Les négociations belgo-italiennes ont débuté peu de temps après la venue de Pierre Wigny à Rome, en août 1945. Pour rappel, ce dernier était parti installer à Rome la mission belge de rapatriement.
Quelque temps après cela, le palais Chigi, appuyé par le gouvernement italien, envoie une proposition à d'Aspremont Lynden, afin de conclure un arrangement d'échange de charbon et d'envoi de main-d’œuvre.
Voulant restaurer des relations économiques avec l'Italie, le Comité central industriel ainsi que des fonctionnaires de la direction générale du commerce des Affaires étrangères ont également fait pression sur le gouvernement belge. Ces derniers souhaitaient avant tout s'emparer du terrain abandonné par l'Allemagne car ils subissaient une pression par les Américains, les Britanniques et les Français.
Ces facteurs font que des négociations sont entamées, dès septembre 1945, entre l'Italie et la Belgique :
- les négociations concernant les D.P. qui aboutira le 19 octobre 1945[23],
- les négociations commerciales et financières aboutiront aux accords de février et avril 1946[23],
- l'accord d'échange de main-d’œuvre , elle débute en automne 1945 et sera signé le 23 juin 1946[23]. Cet accord fait partie des négociations commerciales[23].

## Enjeux de la négociation
Les enjeux différents selon le pays négociateur.
Pour l'Italie, les enjeux sont énoncés à l'article 1er du protocole. Ils consistent à:
- établir des bons rapports avec le gouvernement belge,
- démontrer la collaboration de l'Italie dans le relèvement économique de l'Europe,
- obtenir une réserve d'approvisionnement de charbon à un prix raisonnable,

Pour la Belgique , l’enjeu est de conquérir le plus de marché financier possible.

## Analyse du protocole et de son annexe

### Article 3: les conditions générales
La Belgique s'engage à : procurer un logement décent aux mineurs italiens par l'intermédiaire des charbonnages, à respecter du plus possible l'habitude alimentaire des Italiens, à apporter aux mineurs italiens des conditions de travail favorables, de fournir à ces derniers des avantages sociaux satisfaisants, de garantir aux travailleurs italiens et belges un salaire équitable.

### Article 4: l'allocation familiale
Le gouvernement belge s'engage à offrir aux familles italiennes, qui résident hors du Royaume, des allocations familiales, pour autant que les pères de famille travaillent dans les mines belges. Mais pour ce faire, il faudra l'intervention du législateur spécial qui adoptera une loi spéciale. Afin de d'aider le gouvernement belge dans cette démarche, chaque mineur italien devra fournir une composition familiale officielle, qui devra être renouvelée tous les trois mois, au charbonnage où il travaille.
De plus, le gouvernement belge, ne peut verser ces allocations familiales à la famille restée en Italie qu'en ayant au préalable obtenu l'accord du mineur concerné. Pour ce faire, ledit gouvernement demande à chaque mineur italien d'exprimer ce souhait par écrit. Le mineur italien veillera à fournir le plus d'informations possibles sur sa famille et son emplacement afin de faciliter cette transaction. Cet article met en garde également contre les fraudes aux allocations familiales, en précisant qu'à tout fraudeur s'appliquera loi belge en vigueur et non la loi italienne.

### Article 5 du protocole: les conditions que les candidats italiens doivent remplir
Cet article précise que la place que doit occuper le travailleur italien dans les mines belges. Cette place est celle du « fond ». Il précise que c'est au gouvernement italien de renseigner les mineurs sur le travail minier et non au gouvernement belge.
Cet article met aussi en avant deux conditions que les candidats italiens doivent remplir afin d'être acceptés :
- une condition d'âge : il faut que le candidat ait 35 ans maximum,
- une condition de santé : il faut que le candidat soit en excellente santé.

### Article 6: la durée du contrat de travail
Cet article précise que le candidat minier aura un contrat de 12 mois. Toutefois, dans les faits, il peut y avoir des renouvellements de ce contrat.

### Article 7: la transaction financière entre l'Italie et la Belgique
Cet article a pour but de limiter au maximum les transferts liquides entre l'Italie et la Belgique. Pour ce faire, ces gouvernements établir un compte de compensation par l'intermédiaire d'une Banque italienne et d'une Banque belge. Chaque pays a le libre choix de choisir la Banque de sa préférence.
La mise en place de ces banques a pour but de favoriser notamment le transfert depuis la Belgique et vers l'Italie des allocations familiales, ainsi que le transfert depuis l'Italie et vers la Belgique afin de régler la somme que l'Italie doit à la Belgique pour l'approvisionnement de charbon au Comptoir belge des charbons.

### Article 8 du protocole: le paiement de dettes
En cas de non-payement des frais de départ, le gouvernement belge peut se faire rembourser en retenant le salaire des mineurs italiens, à condition toutefois que : 
- soit respecté le privilège que le droit belge reconnaît à certains créanciers, et dans ce cas à la direction des mines,
- l'ouvrier italien ait accepté cela de façon explicite.

### Article 9 du protocole: «homme de confiance»
Prenant conscience du dépaysement, de la coupure drastique, le gouvernement belge et italien ont voulu mettre en place, dans les 5 bassins, un homme dit de confiance italien, afin de : 
- Rassurer les Italiens,
- Veiller à défendre les droits et devoirs de ses compatriotes.

Cet homme de confiance sera choisi par le gouvernement italien, il aura le même salaire qu'un délégué à l'inspection des mines et ses frais seront pris en charge par la Fédération des associations charbonnières de Belgique. Ce dernier devra rendre des comptes de son activité et de celui de ses compatriotes aux deux gouvernements précités.

### Article 10: un interprète
L'accord dispose que la présence d'un interprète qui aurait préalable été désigné par le gouvernement italien est obligatoire dans le train qui aura pour direction Namur. Pour autant que ce train soit complet.
Les frais d'aller et de retour de l'interprète seront payés par la Fédération des associations charbonnières de Belgique. De plus, cette fédération, si le besoin est, devra payer les frais de séjour éventuels en Belgique de cet interprète.
Ce dernier sera sous l'ordre du chef de la mission belge qui accompagne le train.

### Article 11: le nombre de travailleurs
Cet article précise le nombre de travailleurs que le gouvernement italien s'engage à envoyer. Il est question de 2 000 travailleurs italiens par semaine.

### Article 12 du protocole: passeport individuel de l'Italien
La délivrance du passeport individuel ou un Foglio di identificazione personate au mineur se fera via le ministère des Affaires étrangères italien ou, par délégation du ministère. Ce passeport comporte une photographie du titulaire. La Belgique refuse de délivrer ces documents aux mineurs qui ont eu des condamnations inscrites à leur casier judiciaire, sauf dans le cas d'une condamnation bénigne.
Le gouvernement italien enverra la liste des candidats retenus au consulat de Belgique à Rome et c'est ce dernier qui devra des visas sur les passeports collectifs pour chaque convoi.
Cet article précise, en outre, qu'afin de vérifier le bon état de santé des candidats retenus, ces derniers devront passer un examen médical poussé. Toutefois, cette visite n'allait généralement pas plus loin que la vérification des articulations des candidats, en leur faisant plier les genoux, et à s'assurer du bon état de la plante de leurs pieds et de la paume de leurs mains.
Après avoir réussi cet examen, les candidats doivent absolument signer leur contrat. Pour faire cela, des locaux seront mis en place dans la gare de départ. Dans un premier temps, les Italiens sélectionnés se présentent à la gare Chiasso, dans un second temps, cette gare sera oubliée et c'est la gare de Milan qui sera le lieu de prédilection pour le gouvernement belge.
De plus, afin de garantir la sécurité des candidats retenus et afin d'empêcher que des candidats non retenus puissent accéder au train, un service d'ordre sera mobilisé dans la gare concernée. L'itinéraire et l'heure de départ des trains sont fixés.

### Annexe du protocole
L'objectif de cette annexe est de perfectionner et d'améliorer l'application du protocole.
Elle détaille des éléments tels que :
- la répartition de charges entre le gouvernement belge et italien (art. 1-4),
- le logement (art. 5),
- le salaire du travailleur italien (art. 6),
- La formation (art. 7),
- la communication entre le travailleur et son employé (art. 8),
- les soins médicaux et la sécurité sociale (art. 9),
- l'économie (art.10-11),
- le sort du travailleur reconnu inapte (art. 12).

## Lois d'approbation
En Belgique ainsi qu'en Italie, il y a eu des lois d'assentiment à ce protocole.

### En Belgique
La « Loi du 13 décembre 1976 portant approbation des accords bilatéraux relatifs à l'emploi en Belgique de travailleurs étrangers », publiée le 17 juin 1977 au Moniteur belge, dès lors qu'elle énonce l'accord entre le gouvernement espagnol et le gouvernement belge ou celui conclu entre le gouvernement belge et le gouvernement grec, dispose que ces accords concernent « l'immigration des travailleurs dans les charbonnages belges ». Ce qui n'est nullement le cas, lorsqu'elle notifie l'accord belgo-italien.
De plus, ladite loi place l'accord belgo-italien à la sixième place, en passant sous silence l'accord du 23 juin 1946 entre le gouvernement belge (gouvernement Van Acker II) et celui de l'Italie (gouvernement De Gasperi I).

### En Italie
Il y a pour l'Italie : « Approvazione dei seguenti Accordi, conclusi a Roma tra l'Italia ed il Belgio: a) Protocollo Italo-Belga per il transferimento di 50.00 minatori italiani in Belgo e scambio di note 23 guigno 1946; b) Scambio di note per l'annullamento dell'articolo 7 del protocollo suddetto 26-29 ottobre 1946 ; c) Annesso al Protocollo di emigrazione Italio-Belga 26 aprile 1947; d) Scambio di note per l'applicazione immediata a titolo provvisorio dell'Annesso suddetto 27-28 aprile 1946 », qui sera adoptée lors de la réunion de l'assemblée constituante italienne, numéro 42, du 22 octobre 1947.

## Analyse du processus de recrutement
« Les agents de Fédéchar, dont certains sont d’anciens immigrés italiens en Belgique, circulent en Italie et acheminent vers Milan les candidats possibles. Une clause secrète du protocole du 20 avril 1947 autorise les délégués belges à visiter les diverses provinces italiennes et à embaucher eux-mêmes le personnel ouvrier qu’ils auraient choisi. Le recrutement local se fait donc à la suite de leurs exposés (des délégués belges de la Fédéchar), via les bureaux provinciaux de placement des chômeurs, via les grandes affiches ». Dans les faits, il y a deux types de recrutement : l'officiel, qui se fait par l'intermédiaire des offices italiens de placement; et puis, le plus répandu, l'officieux, dans lequel ce sont les mines belges qui organisent directement leur recrutement sur place en privilégiant certains candidats (ceux du nord considérés comme politiquement inoffensifs). Les réseaux paroissiaux et les recommandations vaticanes sont quant à eux exploités par les recruteurs des Charbonnage.

## Analyse du respect des conditions de logement et de travail
Arrivés sur le sol belge, les trains sont débarqués dans diverses gares du Royaume ; par exemple : en province liégeoise, ils descendent à Vivegnis. Toutefois, les conditions ne changent pas, quelle que soit la gare, une fois descendus du train, les mineurs italiens sont classés en fonction du numéro de leur puits. Une fois ce classement fait, ils sont transportés, vers une mine, par un camion, qui généralement sert à transporter le charbon.
Les conditions de travail sont contraires au protocole ratifié. Les Italiens n'ont pas de période durant laquelle ils sont formés au travail de mine. Pour les italiens, le travail minier n'est pas des plus faciles, étant donné leur manque de qualification dans ce domaine. Puisque généralement ces Italiens, sont des anciens paysans qui sont devenus par la suite des prolétaires. Puisqu'en Belgique, durant cette période, la personne immigrée est considérée comme « gastarbeiter » (travailleurs invités).
Si l'Italien ne supporte pas ces conditions de travail, « il est considéré comme étant en rupture de contrat et est arrêté, écroué à la prison de leur arrondissement puis regroupé à la caserne du Petit Château de Bruxelles en attendant son renvoi en Italie ».
En ce qui concerne les conditions de logement, c'est dans des camps, à l'origine construits par les nazis pour les prisonniers russes, que les travailleurs italiens sont placés. Leur habitation comprend des cadres en bois superposés garnis de matelas de paille et de couvertures qui sont non-conformes aux normes d’hygiène.
Toutes ces conditions, « laissent penser aux Italiens qu'ils ont été des déportés économiques vendus par l’Italie pour quelques sacs de charbon ».

## Fin du protocole

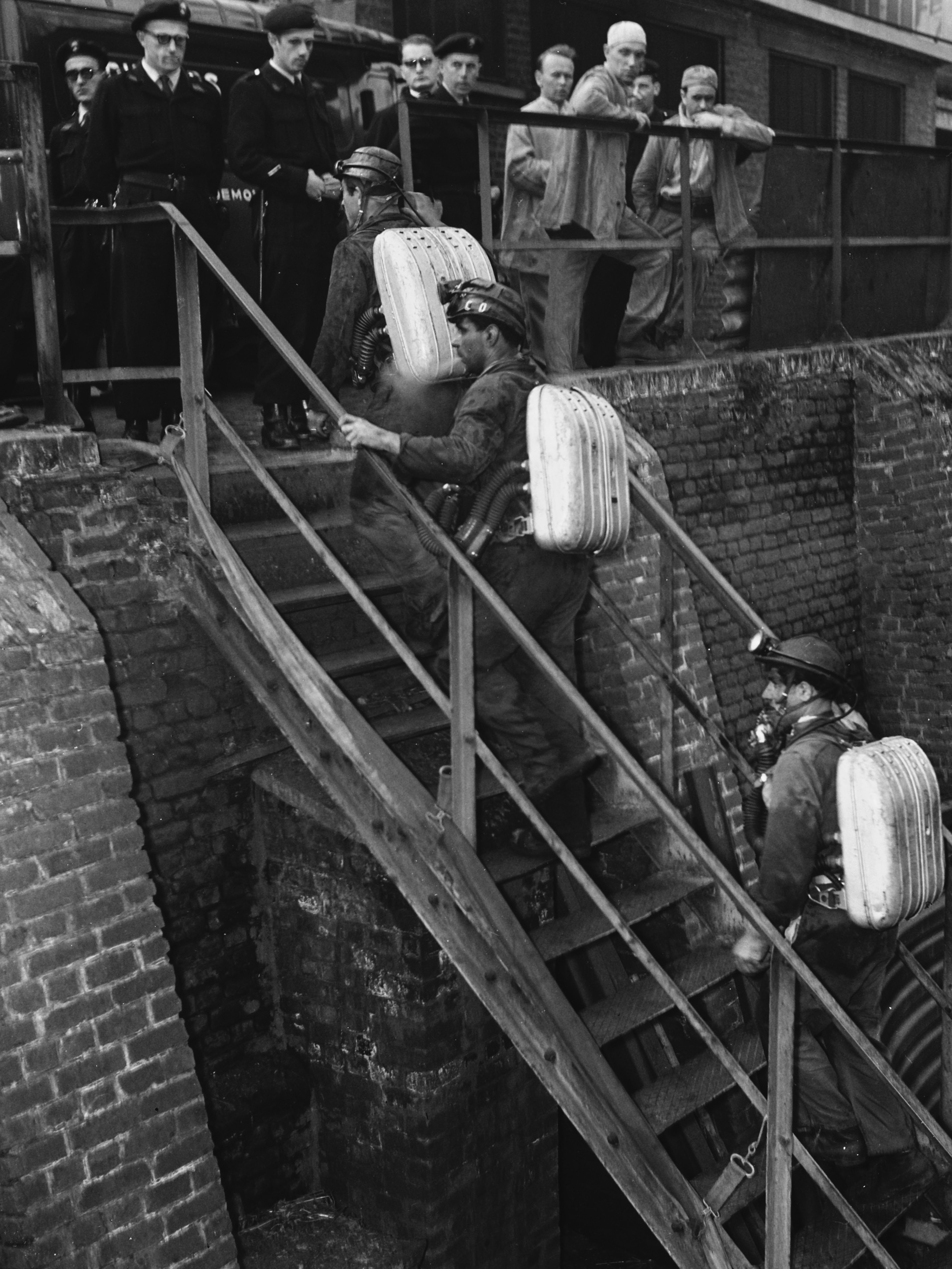
le lendemain de la catastrophe du Bois de Cazier

### Catastrophe duBois du Cazier
La rupture belgo–italienne se fait progressivement, mais elle se précipite en 1956. Elle est due, pour l'Italie, d'une part aux promesses mensongères belges et aux conditions de vie de ses ressortissants une fois en Belgique. D'autre part, aux fréquents incidents miniers qui ont causé la mort de nombreux Italiens. Au moins 488 travailleurs Italiens ont perdu la vie sur leur lieu de travail entre 1946 et 1955 La plus importante catastrophe est celle du Bois du Cazier à Marcinelle, qui survient le 8 août 1956 et coûte la vie à 136 Italiens. Cela mettra un terme aux accords bilatéraux conclus entre la Belgique et l'Italie.

« L’encageur du niveau 975 commet l’erreur de vouloir introduire des wagonnets qui viennent d’arriver. Il lance un wagonnet plein qui pousse le wagonnet vide mais le mécanisme, qui fonctionne avec un simple arrêtoir, est défectueux. Au lieu de chasser le wagonnet vide, le wagonnet plein ne pénètre pas entièrement dans la cage. Des deux côtés de celle-ci, un wagonnet dépasse. À ce moment, la surface appelle la cage, les wagonnets heurtent presque immédiatement une poutrelle à la couronne de l’envoyage. Le choc provoque, d’une part, une minuscule fissure dans une canalisation d’huile et d’autre part sectionne les câbles électriques donnant naissance un incendie. »

### Conséquences de cette catastrophe
Cependant, cette catastrophe ne provoque pas seulement la rupture belgo-italienne, elle met également en lumière les conditions du travail dans les mines. En 1959, la Communauté européenne du charbon et de l'acier condamne le fait que la structure des charbonnages belges n'est pas adaptée. Cette catastrophe favorise aussi l'intégration de la population italienne en Belgique. Enfin la Belgique est contrainte de se tourner vers l’Espagne (1956), la Grèce (1957), le Maroc (accord de février 1964) et la Turquie (accord de juillet 1964), pour compléter la main-d'œuvre de ses mines.

## Conséquences actuelles de cet accord bilatéral belgo-italien
Le taux d'Italiens résidents belges a fortement diminué depuis 1980. Cela peut s'expliquer de différentes manières : beaucoup de travailleurs miniers sont retournés en Italie (62 %) et un grand nombre d'Italiens, restés sur le territoire belge, ont acquis la nationalité belge.
L'immigration italienne est importante en Belgique. En 2014, elle est à la 5e place.
En ce qui concerne les étrangers qui ont obtenu la nationalité, en 2015 l'Italie se retrouve à la 3e position, juste derrière le Maroc et la Turquie.

### Italiens atteint de silicose?
Beaucoup d'Italiens sont rentrés chez eux à la fin des années 1950 à la suite de l'épuisement et de la maladie ; toutefois, ils ne disposaient pas de pension, car ils n'avaient pas travaillé assez longtemps. De plus, la silicose n'étant pas alors reconnue comme maladie professionnelle indemnisable, ils ne reçurent pas non plus une indemnité pour cela. Ce n'est que le 24 décembre 1963 que le gouvernement belge a reconnu cette maladie et qu'en janvier 1964 que cette reconnaissance est entrée en vigueur.

## Sources

#### Législation
- Protocole concernant le recrutement de travailleurs italiens et leur établissement en Belgique (avec échange de notes), signé à Rome le 23 juin 1946, et annexe à ce protocole, signée à Rome le 26 avril 1947, http://minedhistoires.org//wp-content/uploads/2011/06/ProtocoleItalo-Belge.pdf
- Travaux parlementaires de l'assemblée constituante italienne numéro 42, signé à Rome, le 22 octobre 1947, http://www.inca-cgil.be/wp-content/uploads/2015/03/Accordo-Italia-Belgio-1947.pdf
- Loi du 13 décembre 1976 portant approbation des accords bilatéraux relatifs à l'emploi en Belgique de travailleurs étrangers, http://reflex.raadvst-consetat.be/reflex/index.reflex?page=chrono&c=detail_get&d=detail&docid=36935&tab=traiverd

#### Ouvrages
- Michel Dumoulin, F. Dassetto et R. Aubert, L’Immigration italienne en Belgique, Bruxelles, Istituto italiano di cultura, 1985
- A. Morelli, « L'Appel à la main-d'œuvre italienne pour les charbonnages et sa prise en charge à son arrivée en Belgique dans l'immédiat après-guerre », Revue Belge d'Histoire Contemporaine, BTNG-RBHC, vol. XIX,‎ 1988, p. 83-130.
- A. Morelli, « L’Immigration italienne en Belgique au XIXe et XXe siècles », dans M. Dumoulin et H. Van Derwee, Hommes cultures et capitaux dans les relations italo-belges au XIXe et XXe siècles, Bruxellesn Rome, Institut historique belge de Rome, 1993
- A. Morelli, « L’Immigration italienne en Belgique au XIXe et XXe siècles », dans Histoire des étrangers et de l’immigration en Belgique, de la préhistoire à nos jours, Bruxelles, Couleur livres ASBL, 2004

#### Articles
- Jacques Van Solinge et Jacques Hereng, « Belgio, Aller simple : 1946-1996(I) Vendus contre des sacs de charbon », Le Soir,‎ 17 juin 1996 (lire en ligne)
- « 70 ans d’immigration italienne... et plus ! », Myriatrics, no 5,‎ septembre 2016 (lire en ligne)
- Catherine Tonero et Françoise Baré, « 70 ans d'immigration italienne: des bras contre du charbon », RTBF,‎ 3 juin 2016 (lire en ligne)